# بولينا كيلوغ رايت ديفيس
بولينا كيلوغ رايت ديفيس (بالإنجليزية: Paulina Kellogg Wright Davis)‏ هي ناشطة نسوية أمريكية من المطالبين بحق تصويت النساء، ولدت في 7 أغسطس 1813 في بلومفيلد في الولايات المتحدة، وتوفيت في 24 أغسطس 1876 في بروفيدنس في الولايات المتحدة.

## حياتها المبكرة
ولدت ديفيس في بلومفيلد، نيويورك للكابتن إبنيزر كيلوغ وبولي (ساكستون) كيلوغ. انتقلت العائلة إلى الحدود بالقرب من شلالات نياجارا في عام 1817. توفي والداها وذهبت للعيش مع عمتها في عام 1820 في لوروا، نيويورك. انضمت إلى الكنيسة المشيخية على الرغم من أنها وجدت أنها معادية للنساء الصريحات. أرادت أن تصبح مبشرة، لكن الكنيسة لم تسمح للنساء العازبات أن يصبحن كذلك.

## حياتها اللاحقة
تزوجت ديفيس من فرانسيس رايت في عام 1833، وهو تاجر من عائلة مزدهرة من يوتيكا، نيويورك. كانت لهما قيم مماثلة واستقال كلاهما من الكنيسة للاحتجاج على موقفها الداعم للرّق وعَمِلا في اللجنة التنفيذية للجمعية المركزية لمناهضة الرّق في نيويورك. في عام 1835، نظمت ديفيس وزوجها اتفاقية لمكافحة الرّق في يوتيكا. دعم الزوجان إصلاحات حقوق المرأة وكونّا علاقة صداقة مع سوزان أنتوني وإليزابيث كادي ستانتون وإرنستين روز. خلال هذه الفترة، درست ديفيس في مجال صحة المرأة. توفيت فرانسيس رايت في عام 1845، ولم يُرزق الزوجان بأطفال.
انتقلت ديفيس إلى نيويورك لدراسة الطب بعد وفاة زوجها. في عام 1846، ألقت محاضرات عن علم التشريح والفيزيولوجيا للنساء فقط. استوردت نموذجًا طبيًا وجابّت شرق الولايات المتحدة لتعليم النساء وحثهن على أن يصبحن طبيبات. في عام 1849، تزوجت من توماس ديفيس، وهو ديمقراطي من بروفيدنس، رود آيلاند، وتبنيا ابنتين.
في عام 1850، بدأت ديفيس في تركيز طاقاتها على حقوق المرأة. توقفت عن إلقاء المحاضرات وساعدت في ترتيب أول اتفاقية وطنية لحقوق المرأة في ورسيستر، ماساتشوستس، حيث ترأست وألقت الكلمة الافتتاحية. قالت في خطابها إن المرأة لا تحصل على الحماية الدستورية المتمثلة في الحماية المتساوية والإجراءات القانونية الواجبة وأن الحكومة تعاملها بوصفها «طبقة معاقة». شغلت منصب رئيسة اللجنة المركزية الوطنية لحقوق المرأة في الفترة من 1850 وحتى 1858. في عام 1853، بدأت تحرير صحيفة خاصة بالمرأة تُدعى ذا أونا، وتسليم المسؤولية إلى كارولين هيلي دال في عام 1855.
تُعتبر ديفيس أحد مؤسسي جمعية نيو إنجلاند المنادية بحق المرأة في التصويت في عام 1868. عندما انشقت المجموعة، أصبحت هي وسوزان أنتوني متورطتان في الجمعية الوطنية للمطالبة بحق المرأة في الاقتراع. في عام 1870، رتبت الذكرى السنوية العشرين لاجتماع حركة الاقتراع النسائية ونشرت كتاب تاريخ الحركة الوطنية لحقوق المرأة.

## وفاتها وتكريمها
توفيت ديفيس في 24 أغسطس من عام 1876 في بروفيدنس، رود آيلاند، بعد سبعة عشر يومًا من عيد ميلادها الثالث والستين وتم تأبينها من قِبَل إليزابيث كادي ستانتون. تم إدراج اسمها ضمن قاعة الشهرة الوطنية للمرأة في عام 2002. في عام 2003، تم إدراج اسمها في قاعة مشاهير نساء رود آيلاند للتراث جنبًا إلى جنب مع زوجها الثاني توماس ديفيس.

## وصلات خارجية
- بولينا كيلوغ رايت ديفيس على موقع الموسوعة البريطانية (الإنجليزية)